# Kenji Ekuan
Kenji Ekuan (榮久庵憲司?, Ekuan Kenji; Tokyo, 11 settembre 1929 – Tokyo, 8 febbraio 2015) è stato un designer giapponese, noto soprattutto per aver ideato il dispenser per la salsa di soia della Kikkoman.

## Biografia
Nato a Tokyo nel 1929, Kenji Ekuan si trasferì all'età di 1 anno alle Hawaii con la famiglia, prima di ritornare in Giappone sei anni più tardi dove intraprese gli studi nella prestigiosa accademia navale di Etajima. Nel 1945, all'età di 16 anni, assistette al bombardamento atomico su Hiroshima durante il quale perse la vita sua sorella minore. Suo padre, monaco buddhista, morì in seguito alle radiazioni qualche anno più tardi. Tale avvenimento lo spinse inizialmente a seguire le orme del padre e a intraprendere gli studi per diventare anch'egli un monaco ma, profondamente colpito dallo stato in cui si trovava il Giappone dopo la fine della guerra, e ispirato dalla tecnologia e cultura statunitense con cui aveva modo di confrontarsi durante il periodo occupazionista, decise di iscriversi all'Università delle arti di Tokyo, con l'ambizione di creare oggetti quotidiani utilizzabili da chiunque. Laureatosi nel 1955, continuò gli studi di specializzazione all'Art Center College of Design di Pasadena, in California. Nel 1957 fondò la GK Industrial Design Associates, che in seguito cambiò nome in GK Design Group, divenendo la più grande compagnia di consulenza di design del Giappone.
Nel 1970 divenne presidente della Japan Industrial Designers' Association, per poi diventare membro dell'International Council of Societies of Industrial Design nel 1971, di cui svolse anche la carica di vicepresidente (1973-1975) e presidente (1975-1977).
Nel corso della sua carriera sessantennale, Ekuan progettò diversi e importanti prodotti nel campo della comunicazione, del trasporto e della progettazione ambientale. Tra i suoi progetti più noti vi sono il treno ad alta velocità Komachi della linea Akita Shinkansen, i treni della Narita Express e la Yamaha V-Max. Il suo lavoro più famoso rimane comunque il dispenser di salsa di soia della Kikkoman, ideato nel 1961 in ricordo della madre che era solita versare la salsa da una scomoda bottiglia da mezzo litro. La caratteristica bottiglietta è venduta in oltre settanta Paesi in tutto il mondo, oltre a essere conservata ed esposta al Museo di arte moderna di New York.
Per le sue opere Ekuan ricevette diverse onorificenze, tra cui l'ICSID Colin King Grand Prix, l'International Design Award, la Medaglia con nastro blu, il Sir Misha Black Award e l'Ordine del Sol Levante.
Morì a Tokyo all'età di 85 anni a causa di un'insufficienza cardiaca.

## Opere principali
Tra i lavori più importanti di Ekuan vi sono:
- 1961 - Bottiglietta per la salsa di soia della Kikkoman
- 1989 - Logo del Governo metropolitano di Tokyo
- 1991 - Serie 253 della Narita Express
- 1997 - Shinkansen Serie E3
- 2008 - Motocicletta Yamaha V-Max
- 2009 - Serie E259 della Narita Express

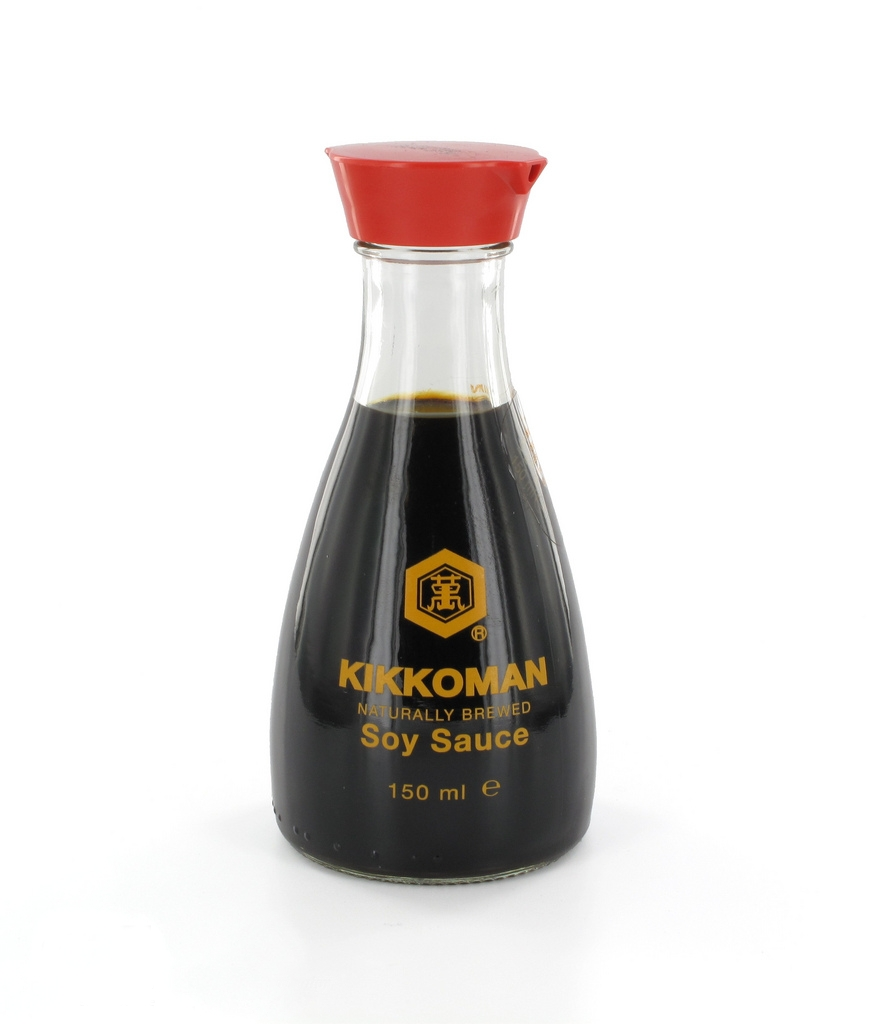
Dispenser per la salsa di soia della Kikkoman
Logo del Governo metropolitano di Tokyo
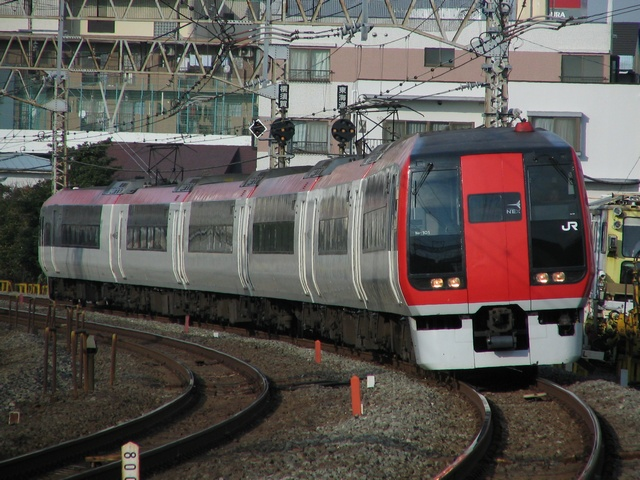
Serie 253 della Narita Express
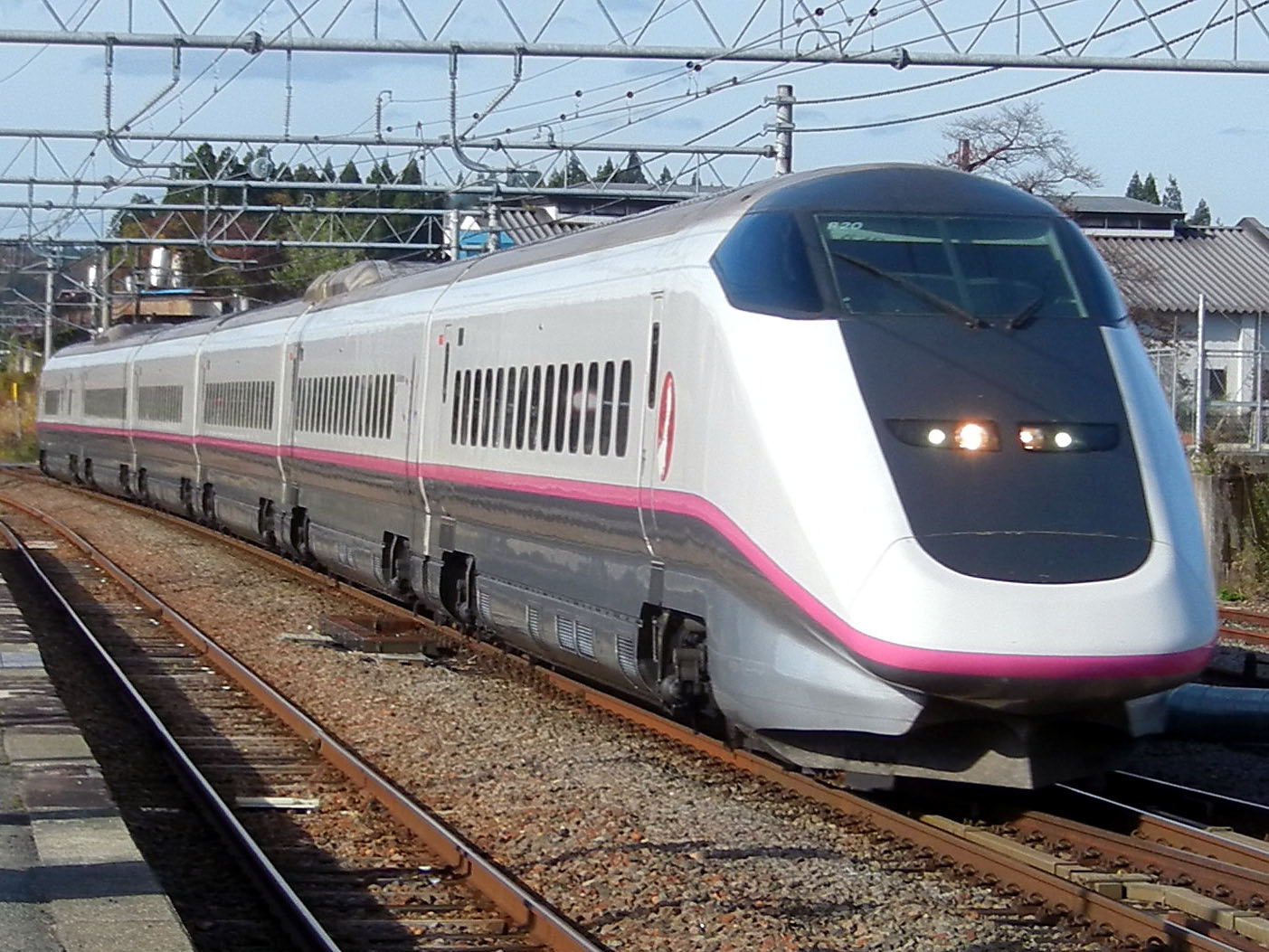
Shinkansen Serie E3
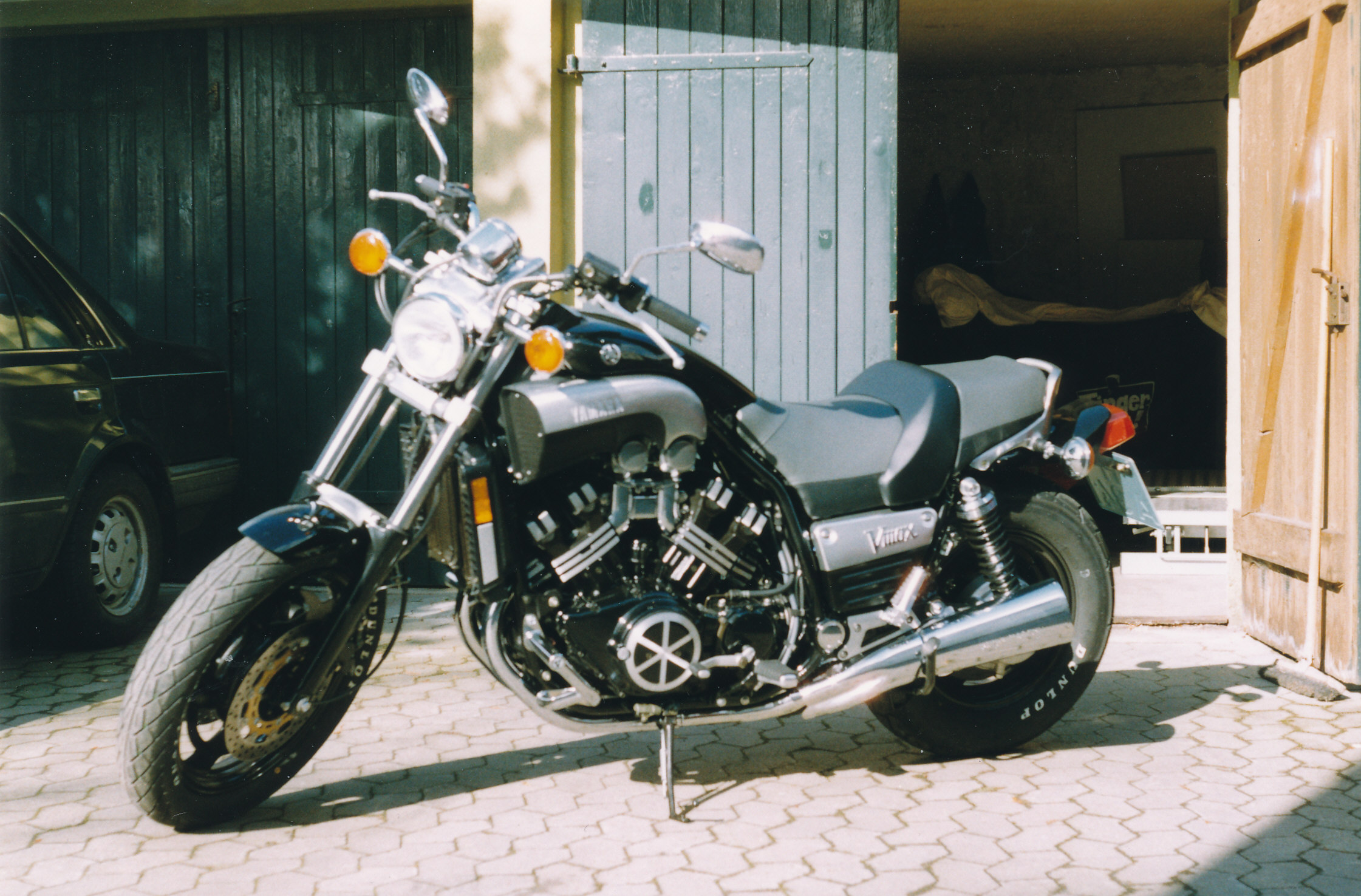
Yamaha V-MAX
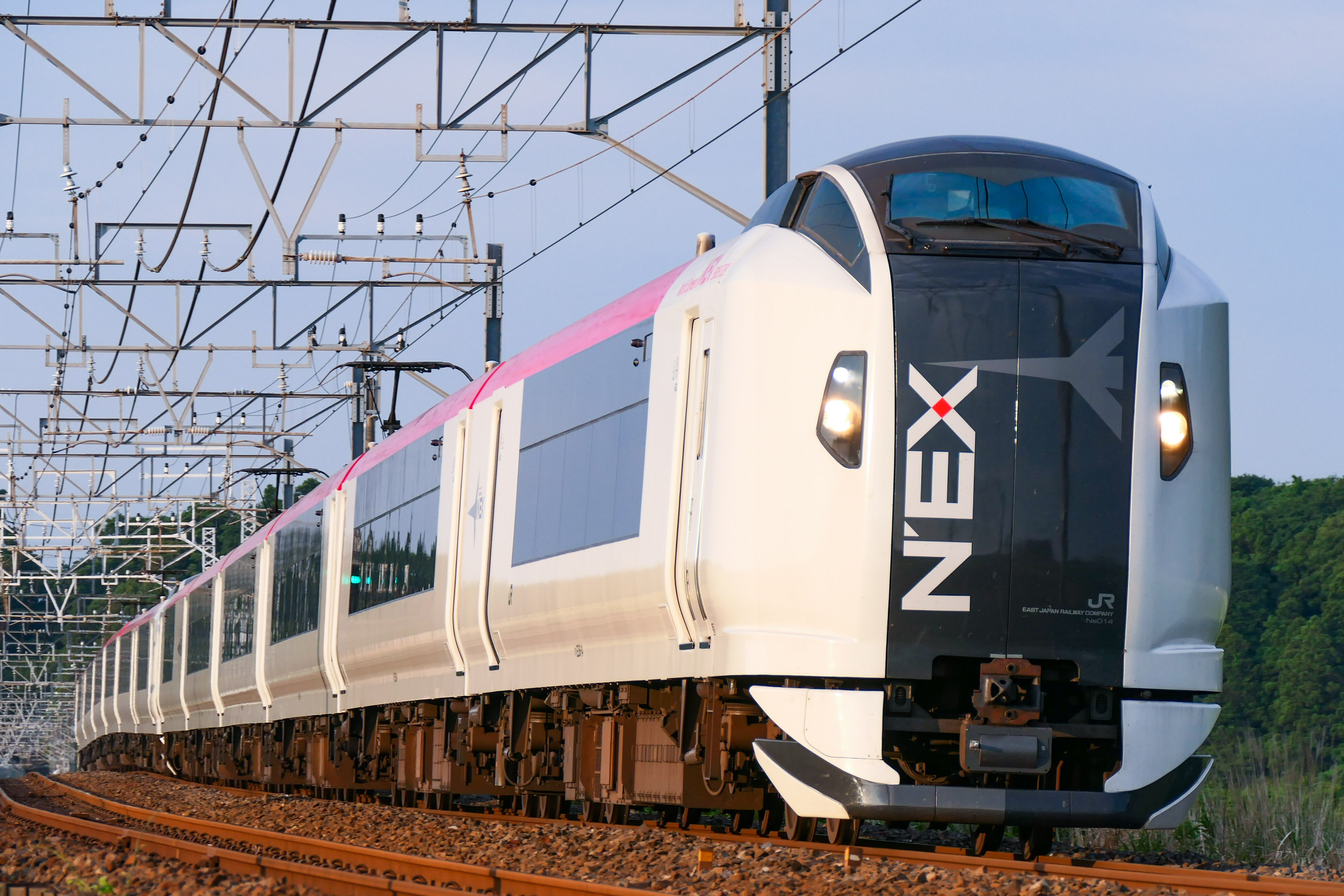
Serie E259 della Narita Express